# Wilhelm Wüst
Wilhelm Wüst (* 10. Dezember 1875 in Bad Bergzabern; † 27. Mai 1950 ebenda) war ein deutscher Landrat.

## Leben
Wilhelm Wüst absolvierte nach dem Abitur ein Studium der Rechtswissenschaften an der Friedrich-Alexander-Universität Erlangen-Nürnberg, wo er Mitglied der Burschenschaft Germania war. Nach dem Vorbereitungsdienst legte er 1901 das Assessorexamen (früher Staatskonkurs) ab und kam zur Regierung von Schwaben. Zum 1. Juni 1905 war er Assessor in Krumbach und 1911 in Landau in der Pfalz. Am 19. Dezember 1919 erhielt er Rang und Titel eines Regierungsrats und wurde zum 1. April 1920 als Bezirksamtmann mit der Leitung des Bezirksamtes Tirschenreuth betraut, wo er 1927 zum Oberregierungsrat ernannt wurde. 
Zum 1. Juni 1933 übernahm er als Bezirksoberamtmann die Leitung des Bezirksamtes Landau. Aus gesundheitlichen Gründen wurde er dort zum 16. November 1944 beurlaubt. Seinem Antrag auf Wiedereinstellung entsprach der Ministerpräsident von Rheinland-Pfalz mit Erlass vom 20. Oktober 1949. Mit dieser Maßnahme war gleichzeitig die Versetzung in den Ruhestand mit Wirkung vom 1. April 1949 verbunden.
Wüst war Mitglied des Pfälzerwaldvereins und des Deutschen Alpenvereins und von 1938 an Kreisführer des DRK Krumbach.
Zum 1. Mai 1933 trat er in die NSDAP ein.